# イースト・インベストメント・キャピタル
イースト・インベストメント・キャピタル株式会社（EIC、英文名 East Investment Capital K.K.）は、東京都港区に拠点を置く、独立系企業投資会社である。

## 沿革
・2013年11月－東京都中央区築地にて設立
・2015年10月－第1号投資案件完了
・2016年7月－港区芝に移転